# Liste bekannter Papyrologen
In der Liste bekannter Papyrologen werden Personen gesammelt, die entweder für das Fach Papyrologie habilitiert wurden, sich als Forscher in einer anderen Disziplin (beispielsweise Altphilologie, Alte Geschichte, Klassische Archäologie, Provinzialrömische Archäologie, Byzantinistik, Rechtsgeschichte, Ägyptologie, Numismatik oder Epigraphik) in besonderem Maße mit Papyrologie befassten, als Autoren zur Papyrologie schrieben (mehrere Monografien oder über Jahrzehnte kleinere Schriften) oder anderweitig nachhaltig zur Erforschung von Papyri und anderen, von der Papyrologie erforschten Quellen beigetragen haben. Insofern die Papyrologie sich mit den vielfältigen Handschriften beschäftigt, die sich auf den antiken und spätantiken Papyri finden, hat sie eine Schnittmenge mit der Paläographie gemeinsam, deren Gegenstand die Handschriften sind, die sich in Codices der Spätantike, der byzantinischen Zeit und der Renaissance bis hin in die Neuzeit finden.

## Griechische und lateinische Papyrologie
Da ägyptische, insbesondere demotische Papyri die Quellenlage zum antiken Ägypten grundlegend bestimmen, beschäftigen sich griechische Papyrologen häufig auch mit ägyptischen, besonders demotischen Papyri.

### A
| Wissenschaftler                 | Nationalität  | Wirkungsort             | Weitere Qualifikationen | Forschungsschwerpunkte                                                                                              | Bild |
| ------------------------------- | ------------- | ----------------------- | ----------------------- | --- | ---- |
| Graziano Arrighetti (1928–2017) | Italiener     | Universität Pisa        | Gräzistik               | Papyri Ägyptens und Herculaneums, Euripides-Vita des Satyros von Kallatis, Philodem                                 |      |
| Charikleia Armoni (* 20. Jh.)   | Griechin      | Universität Köln        | Klassische Philologie   | Papyri und Ostraka der Papyrussammlung der Universität Heidelberg, Papyri der Papyrussammlung der Universität Köln  |      |
| Rodney Ast (* 1972)             | US-Amerikaner | Universität Heidelberg  | Klassische Philologie   | Papyrussammlung der Universität Heidelberg, Amheida Project, Berenike Project, Papyrussammlung der Universität Jena |      |
| Colin Austin (1941–2010)        | Brite         | Trinity Hall, Cambridge | Klassische Philologie   | Euripides, Menander, Poseidippos                                                                                    |      |

### B
| Wissenschaftler                       | Nationalität  | Wirkungsort                                              | Weitere Qualifikationen | Forschungsschwerpunkte | Bild |
| ------------------------------------- | ------------- | -------------------------------------------------------- | ----------------------- | --- | ---- |
| Roger S. Bagnall (* 1947)             | US-Amerikaner | Columbia University                                      | Alte Geschichte         | Sozial-, Wirtschafts- und Verwaltungsgeschichte Ägyptens in der Spätantike, Amheida Project, Papyrusarchiv der Bestatter in der Oase Charga |      |
| Guido Bastianini (* 1945)             | Italiener     | Istituto Papirologico „Girolamo Vitelli“, Florenz        |                         | Verwaltungsgeschichte des römischen Ägyptens (Strategen, Präfekte, königliche Schreiber); Corpus dei papiri filosofici: Fragmente zu Diogenes von Sinope; Antiphon, De Veritate; Hierokles der Stoiker, Elementa Moralia; Berliner Kommentar zum Theaitetos Platons; Commentaria et Lexica Graeca in Papiris Reperta; Poseidippos |      |
| Harold Idris Bell (1879–1967)         | Brite         | British Museum                                           |                         | Papyri des Britischen Museums, Oxyrhynchus Papyri, frühchristliche Papyri |      |
| Friedrich Bilabel (1888–1945)         | Deutscher     | Universität Heidelberg                                   | Alte Geschichte         | Kleinere Historiker |      |
| Jean Bingen (1920–2012)               | Belgier       | Vrije Universiteit Brussel Université libre de Bruxelles | Klassische Philologie   | Wirtschaftsgeschichte des ptolemäischen Ägyptens (Papyrus Revenue Laws), Ostraka von el-Kab; Menander |      |
| Raymond Bogaert (1920–2009)           | Belgier       | Universität Gent                                         | Klassische Philologie   | Griechisches Bankwesen, Wirtschafts- und Handelsgeschichte |      |
| William M. Brashear (1946–2000)       | US-Amerikaner | Ägyptisches Museum und Papyrussammlung Berlin            | Klassische Philologie   | Griechische magische Papyri |      |
| Wladimir Brunet de Presle (1809–1875) | Franzose      | École spéciale des Langues orientales                    | Gräzistik               | Papyri des Louvre und der Bibliothèque Impériale |      |

### C
| Wissenschaftler                        | Nationalität   | Wirkungsort                                                                            | Weitere Qualifikationen             | Forschungsschwerpunkte                                                                                            | Bild |
| -------------------------------------- | -------------- | -------------------------------------------------------------------------------------- | ----------------------------------- | --- | ---- |
| Aristide Calderini (1883–1968)         | Italiener      | Katholische Universität Mailand                                                        | Alte Geschichte                     | griechisches und römisches Ägypten                                                                                |      |
| Mario Capasso (1951–2023)              | Italiener      | Università degli Studi di Foggia Universität Neapel Federico II Università del Salento | Diplomatik Griechische Paläographie | Papyri Herculanenses, Ausgrabungen im Fayyum (Soknopaiu Nesos und Bakchias), Geschichte der Papyrologie           |      |
| Robert Cavenaile (1918–2007)           | Belgier        | Universität Lüttich                                                                    | Klassische Philologie               | Corpus Papyrorum Latinarum                                                                                        |      |
| Irene-Maria Cervenka-Ehrenstrasser (*) | Österreicherin | Papyrussammlung und Papyrusmuseum Wien                                                 |                                     | Lexikon der lateinischen Lehnwörter in den griechischsprachigen dokumentarischen Texten Ägyptens                  |      |
| W. Graham Claytor (* 1983)             | US-Amerikaner  | Universität Heidelberg                                                                 | Alte Geschichte                     | Papyri von Karanis                                                                                                |      |
| Walter E. H. Cockle (1939–2018)        | Brite          | University College London                                                              |                                     | Euripides, Hypsipyle; Oxyrhynchus Papyri; Papyri des Neuen Testaments                                             |      |
| David Cohen (1882–1967)                | Niederländer   | Universität von Amsterdam Universität Leiden                                           | Alte Geschichte                     | |      |
| Paul Collart (1878–1946)               | Franzose       | École pratique des hautes études Sorbonne                                              | Klassische Philologie               | Les papyrus grecs de Lille, Oxyrhynchus Papyri, Homer, römisches Ägypten                                          |      |
| Domenico Comparetti (1835–1927)        | Italiener      | Universität Florenz Universität Pisa                                                   | Klassische Philologie               | Hypereides |      |
| Goffredo Coppola (1898–1945)           | Italiener      | Universität Bologna Universität Cagliari                                               | Klassische Philologie               | Menander |      |
| James M. S. Cowey (* 1960)             | Schotte        | Universität Heidelberg                                                                 |                                     | Ostraka der Heidelberger Papyrus-Sammlung, Oxyrhynchus Papyri, Urkunden des Politeuma der Juden von Herakleopolis |      |
| Wilhelm Crönert (1874–1942)            | Deutscher      | Universität Straßburg                                                                  | Klassische Philologie               | Papyri Herculanenses, Kolotes, Menedemos                                                                          |      |

### D
| Wissenschaftler                      | Nationalität | Wirkungsort                                                   | Weitere Qualifikationen                        | Forschungsschwerpunkte | Bild |
| ------------------------------------ | ------------ | ------------------------------------------------------------- | ---------------------------------------------- | --- | ---- |
| Adolf Deißmann (1866–1937)           | Deutscher    | Universität Berlin Universität Heidelberg Universität Marburg | Evangelische Theologie                         | Christliche Papyri, Neutestamentliche und Alttestamentliche Papyri |      |
| Eduardo Luigi De Stefani (1869–1921) | Italiener    | Universität La Sapienza, Rom                                  | Griechische Paläographie Klassische Philologie | Menander |      |
| Johannes Diethart (* 1942)           | Österreicher | Papyrussammlung und Papyrusmuseum Wien                        | Byzantinistik                                  | Corpus papyrorum Raineri, Prosopographia Arsinoitica, literarische christliche Papyri, Lexikon der lateinischen Lehnwörter in den griechischsprachigen dokumentarischen Texten Ägyptens mit Berücksichtigung koptischer Quellen |      |
| Tiziano Dorandi (* 1954)             | Italiener    | Centre Jean Pépin, CNRS, Villejuif                            | Klassische Philologie                          | Papiri Ercolanesi, Corpus dei papiri filosofici |      |

### E
| Wissenschaftler           | Nationalität | Wirkungsort       | Weitere Qualifikationen | Forschungsschwerpunkte                             | Bild |
| ------------------------- | ------------ | ----------------- | ----------------------- | -------------------------------------------------- | ---- |
| Émile Egger (1813–1885)   | Franzose     | Universität Paris | Klassische Philologie   | Papyri des Louvre und der Bibliothèque Impériale   |      |
| Samson Eitrem (1872–1966) | Norweger     | Universität Oslo  | Klassische Philologie   | Papyri Osloenses, Papyri Graecae magicae, Menander |      |

### F
| Wissenschaftler                         | Nationalität  | Wirkungsort                                                  | Weitere Qualifikationen | Forschungsschwerpunkte                         | Bild |
| --------------------------------------- | ------------- | ------------------------------------------------------------ | ----------------------- | ---------------------------------------------- | ---- |
| Anton Fackelmann (1916–1985)            | Österreicher  | Papyrussammlung der Österreichischen Nationalbibliothek Wien | Konservator             | Restaurierung von Papyri                       |      |
| Lawrence I. Feinberg (1942–2009)        | US-Amerikaner | Columbia University New York                                 | Linguist                |                                                |      |
| Itzchak Fikhman (1921–2011) יצחק פיכמן  | Israeli       | Hebräische Universität Jerusalem                             |                         |                                                |      |
| Kilian Fleischer (* 1985)               | Deutscher     | Universität Tübingen Universität Würzburg                    | Klassische Philologie   | Herculanensische Papyri, Philodemos von Gadara |      |
| Alexander Fuks (1917–1978) אלכסנדר פוקס | Israeli       | Hebräische Universität Jerusalem                             | Alte Geschichte         | Corpus Papyrorum Judaicarum                    |      |

### G
| Wissenschaftler                           | Nationalität  | Wirkungsort                                                                                         | Weitere Qualifikationen                     | Forschungsschwerpunkte                                                                          | Bild     |
| ----------------------------------------- | ------------- | --------------------------------------------------------------------------------------------------- | ------------------------------------------- | ----------------------------------------------------------------------------------------------- | -------- |
| Traianos Gagos (1960–2010) Τραϊανός Γάγος | Grieche       | Universität Michigan                                                                                | Klassische Philologie                       | Dokumentarische Papyri, Digitalisierung der Papyrologie (APIS)                                  |          |
| Hanna Geremek (1930–2004)                 | Polin         | Universität Warschau                                                                                | Alte Geschichte                             | Dokumentarische Papyri, römisches und byzantinisches Ägypten                                    |          |
| Gustav Adolf Gerhard (1878–1918)          | Deutscher     | Franz-Josephs-Universität Czernowitz                                                                | Klassische Philologie                       | Homer, Menander, Papyri aus der Heidelberger Papyrussammlung                                    |          |
| Marcello Gigante (1923–2001)              | Italiener     | Universität Neapel Federico II Universität Triest                                                   | Klassische Philologie Byzantinistik         | Hellenika Oxyrhynchia, Papyri von Herculaneum, Philodemos von Gadara                            |          |
| Francis Thomas Gignac (1933–2014)         | US-Amerikaner | Catholic University of America                                                                      | Katholische Theologie Klassische Philologie | Grammatik der griechischen Papyri der römischen und byzantinischen Zeit                         |          |
| James Frank Gilliam (1915–1990)           | US-Amerikaner | Institute for Advanced Study, Princeton Columbia University University of Oregon University of Iowa | Alte Geschichte Klassische Philologie       | Dura Europos, römische Militärgeschichte                                                        |          |
| Theodor Gomperz (1832–1912)               | Österreicher  | Universität Wien                                                                                    | Klassische Philologie                       | Papyri Herculanenses, Philodemos von Gadara, Epikur, Kallimachos, Hekale, Platon, Phaidon       |          |
| Otto Gradenwitz (1860–1935)               | Deutscher     | Universität Heidelberg Universität Straßburg Universität Königsberg Universität Berlin              | Rechtswissenschaft                          | Heidelberger Konträrindex, juristische Papyrus-Urkunden                                         |          |
| Bernard Grenfell (1869–1926)              | Engländer     | Queen’s College, University of Oxford (Inhaber der weltweit ersten Professur für Papyrologie)       |                                             | Papyri des Neuen Testaments und der Septuaginta, Logia Jesu, Oxyrhynchus Papyri, Amherst Papyri | Grenfell |
| Bernard Abraham van Groningen (1894–1987) | Niederländer  | Universität Leiden                                                                                  | Gräzistik                                   |                                                                                                 |          |
| Hans Georg Gundel (1912–1999)             | Deutscher     | Universität Gießen                                                                                  | Alte Geschichte                             |                                                                                                 |          |

### H
| Wissenschaftler                  | Nationalität   | Wirkungsort                                                       | Weitere Qualifikationen                           | Forschungsschwerpunkte | Bild |
| -------------------------------- | -------------- | ----------------------------------------------------------------- | ------------------------------------------------- | --- | ---- |
| Rudolf Haensch (* 1959)          | Deutscher      | Universität München Kommission für Alte Geschichte und Epigraphik | Alte Geschichte                                   | Lateinische und griechische Papyri zur römischen Herrschaft, Gerichtsprotokolle |      |
| Dieter Hagedorn (1936–2023)      | Deutscher      | Universität Heidelberg Universität Köln                           | Klassische Philologie Patristik                   | Der Hiobkommentar des Arianers Julian und Edition weiterer griechischer Hiobkommentare und Hiobkatenen; Edition dokumentarischer griechischer Papyri; Heidelberger Gesamtverzeichnis der Griechischen Papyrusurkunden Ägyptens |      |
| Jürgen Hammerstaedt (* 1960)     | Deutscher      | Universität Köln Universität Jena                                 | Klassische Philologie                             | |      |
| Hermann Harrauer (* 1941)        | Österreicher   | Universität Wien                                                  |                                                   | |      |
| Joachim Hengstl (* 1943)         | Deutscher      | Universität Marburg                                               | Rechtswissenschaft                                | |      |
| Ulrike Horak (1957–2001)         | Österreicherin | Papyrussammlung Berlin Österreichische Nationalbibliothek         | Klassische Archäologie                            | Illuminierte Handschriften |      |
| Robert Hübner (1948–2025)        | Deutscher      | Universität Köln                                                  |                                                   | Edition griechischer Urkunden-Papyri |      |
| Sabine R. Hübner (* 1976)        | Deutsche       | Universität Basel                                                 | Alte Geschichte                                   | Sozial- und Religionsgeschichte Ägyptens in der römischen Kaiserzeit und Spätantike, Basel Papyri |      |
| Herbert Hunger (1914–2000)       | Österreicher   | Universität Wien                                                  | Griechische Paläographie Byzantinische Philologie | |      |
| Arthur Surridge Hunt (1871–1934) | Brite          | University of Oxford                                              |                                                   | Oxyrhynchus Papyri |      |
| André Hurst (* 1940)             | Schweizer      | Universität Genf                                                  | Klassische Philologie                             | |      |

### I
| Wissenschaftler          | Nationalität | Wirkungsort                                   | Weitere Qualifikationen | Forschungsschwerpunkte                                                                               | Bild |
| ------------------------ | ------------ | --------------------------------------------- | ----------------------- | --- | ---- |
| Hugo Ibscher (1874–1943) | Deutscher    | Ägyptisches Museum und Papyrussammlung Berlin | Buchbinder              | Restauration von Papyri („Begründer der Papyrusrestaurierung“), aber auch Urkunden und Handschriften |      |
| Rolf Ibscher (1906–1967) | Deutscher    | Ägyptisches Museum und Papyrussammlung Berlin | Restaurator             | Restauration von Papyri                                                                              |      |

### J
| Wissenschaftler              | Nationalität | Wirkungsort | Weitere Qualifikationen               | Forschungsschwerpunkte                                                                | Bild   |
| ---------------------------- | ------------ | --- | ------------------------------------- | ------------------------------------------------------------------------------------- | ------ |
| Christian Jensen (1883–1940) | Deutscher    | Universität Berlin Universität Bonn Universität Kiel Universität Königsberg Universität Jena Universität Königsberg | Klassische Philologie                 | literarische Papyri, Philodemos von Gadara, Menander                                  | Jensen |
| Andrea Jördens (* 1958)      | Deutsche     | Universität Heidelberg                                                                                              | Alte Geschichte Klassische Philologie | Rechts-, Wirtschafts-, Sozial-, Verwaltungs- und Religionsgeschichte                  |        |
| Paul Jörs (1856–1925)        | Deutscher    | Universität Wien | Rechtswissenschaft                    | Römisches Recht in Ägypten                                                            |        |
| Pierre Jouguet (1869–1949)   | Franzose     | Sorbonne | Ägyptologie Klassische Philologie     | Papyrus de Lille, La vie municipale dans l’Egypte romaine, Les papyrus de Théadelphie |        |

### K
| Wissenschaftler                    | Nationalität       | Wirkungsort                                                                                                | Weitere Qualifikationen                        | Forschungsschwerpunkte | Bild |
| ---------------------------------- | ------------------ | --- | ---------------------------------------------- | --- | ---- |
| Frederic G. Kenyon (1863–1952)     | Brite              | British Museum Magdalen College, University of Oxford                                                      | Griechische Paläographie Klassische Philologie | griechische Papyri im British Museum, die Chester-Beatty-Papyri der Bibel                                                     |      |
| Emil Kießling (1896–1985)          | Deutscher          | Universität Marburg Preußische Staatsbibliothek zu Berlin Papyrussammlung der Staatlichen Museen in Berlin | Rechtswissenschaft                             | Wörterbuch der griechischen Papyrusurkunden, Hellenismus                                                                      |      |
| Knut Kleve (1926–2017)             | Norweger           | Universität Oslo Universität Bergen                                                                        | Klassische Philologie                          | Papiri Ercolanesi |      |
| Ludwig Koenen (1931–2023)          | Deutsch-Amerikaner | University of Michigan Universität Köln                                                                    | Klassische Philologie                          | Mani-Kodex, literarische Papyri, kulturelle Interaktion zwischen Griechen und Ägyptern im ptolemäischen und römischen Ägypten |      |
| Heinz Kortenbeutel (1907–ca. 1944) | Deutscher          | Papyrussammlung der Staatlichen Museen in Berlin                                                           | Alte Geschichte Klassische Philologie          | Süd- und Osthandel Ägyptens, römische Steuerlisten aus Ägypten                                                                |      |
| Bärbel Kramer (* 1948)             | Deutsche           | Universität Trier Universität Heidelberg Universität Köln                                                  | Klassische Philologie                          | Edition griechischer Papyri, Didymos der Blinde: Kommentar zum Ecclesiastes (Tura-Papyrus)                                    |      |
| Friedrich Krebs (1867–1900)        | Deutscher          | Papyrussammlung Berlin                                                                                     | Klassische Philologie Ägyptologie              | Edition dokumentarischer Papyri                                                                                               |      |
| Hans Kreller (1887–1958)           | Deutscher          | Universität Wien                                                                                           | Rechtswissenschaft                             | Papyrusurkunden zur antiken Rechtsgeschichte                                                                                  |      |
| Thomas Kruse (* 1961)              | Deutscher          | Österreichische Akademie der Wissenschaften Universität Heidelberg                                         | Alte Geschichte                                | Edition dokumentarischer Papyri, Geschichte Ägyptens in römischer Zeit, Verwaltungsgeschichte der Römischen Kaiserzeit        |      |

### L
| Wissenschaftler               | Nationalität    | Wirkungsort                                                  | Weitere Qualifikationen         | Forschungsschwerpunkte | Bild |
| ----------------------------- | --------------- | ------------------------------------------------------------ | ------------------------------- | --- | ---- |
| Naphtali Lewis (1911–2005)    | US-Amerikaner   | Brooklyn College                                             | Klassische Philologie           | Papyrus-Industrie, römische Herrschaft in Ägypten, Sozialgeschichte des ptolemäischen und römischen Ägypten                      |      |
| Edgar Lobel (1888–1982)       | Brite           | Queen’s College, University of Oxford Bodleian Library       | Klassische Philologie           | Sappho, Alkaios, Poetarum Lesbiorum Fragmenta, Oxyrhynchus Papyri                                                                |      |
| Teresa Lodi (1889–1971)       | Italienerin     | Biblioteca Medicea Laurenziana                               | Klassische Philologie           | |      |
| Annemarie Luijendijk (* 1968) | US-Amerikanerin | Princeton University                                         | Geschichte des Neuen Testaments | Sozialgeschichte des frühen Christentums in Ägypten                                                                              |      |
| Giacomo Lumbroso (1844–1925)  | Italiener       | Universität La Sapienza Universität Pisa Universität Palermo | Alte Geschichte                 | griechische Ostraka aus Ägypten und Nubien                                                                                       |      |
| Wolfgang Luppe (1931–2014)    | Deutscher       | Universität Halle-Wittenberg                                 | Klassische Philologie           | Griechische literarische Papyri, Euripides-Hypotheseis, Philodemos von Gadara, Poseidippos, Dictys Cretensis, Oxyrhynchus Papyri |      |

### M
| Wissenschaftler                                      | Nationalität    | Wirkungsort                                           | Weitere Qualifikationen | Forschungsschwerpunkte | Bild |
| ---------------------------------------------------- | --------------- | ----------------------------------------------------- | ----------------------- | --- | ---- |
| Herwig Maehler (* 1935)                              | Anglo-Deutscher | University College London                             | Klassische Philologie   | |      |
| Basil G. Mandilaras (* 1933) Βασίλειος Γ. Μανδηλαράς | Grieche         | Universität Athen                                     |                         | |      |
| Manfredo Manfredi (1925–2011)                        | Italiener       | Universität Florenz                                   |                         | |      |
| Klaus Maresch (* 1951)                               | Deutscher       | Universität Köln                                      |                         | |      |
| Alain Martin (* 1958)                                | Belgier         | Université libre de Bruxelles                         |                         | |      |
| Victor Martin (1886–1964)                            | Schweizer       | Universität Genf                                      | Klassische Philologie   | Papyri Bodmer, editio princeps des Dyskolos Menanders |      |
| Jean Maspero (1885–1915)                             | Franzose        | Institut français d’archéologie orientale             | Ägyptologie             | Griechische Papyri in Ägypten aus byzantinischer Zeit, Militärverwaltung im byzantinischen Ägypten |      |
| Roberta Mazza (*)                                    | Italienerin     | Universität Manchester                                |                         | |      |
| Reinhold Merkelbach (1918–2006)                      | Deutscher       | Universität Köln Universität Erlangen                 | Klassische Philologie   | |      |
| Gabriella Messeri (* 1948)                           | Italienerin     | Universität Neapel                                    |                         | |      |
| Peter van Minnen (* 1959)                            | Niederländer    | University of Cincinnati                              | Alte Geschichte         | Griechische Papyri aus Ägypten, Wirtschafts- und Sozialgeschichte des griechisch-römischen Ägypten |      |
| Ludwig Mitteis (1859–1921)                           | Österreicher    | Universität Wien                                      | Rechtswissenschaft      | |      |
| Fritz Mitthof (* 1964)                               | Deutscher       | Universität Wien                                      | Alte Geschichte         | |      |
| Joseph Mélèze-Modrzejewski (* 1964)                  | Franzose        | École pratique des hautes études Universität Paris I  |                         | Rechts- und Sozialgeschichte |      |
| Orsolina Montevecchi (1911–2009)                     | Italienerin     | Katholische Universität Mailand                       |                         | |      |
| Federico Morelli (* 1963)                            | Italiener       | Universität Wien                                      | Klassische Philologie   | griechische Urkunden aus der Spätantike und aus der früharabischen Zeit (Verwaltung, Steuerwesen, materielle Kultur, Landwirtschafts- und Sozialgeschichte), Wirtschaftsgeschichte, Paläographie, literarische Papyrologie |      |
| Wolfgang Müller (1922–2012)                          | Deutscher       | Universität Jena Deutsche Akademie der Wissenschaften | Alte Geschichte         | |      |

### N
| Wissenschaftler                 | Nationalität | Wirkungsort                                                                        | Weitere Qualifikationen | Forschungsschwerpunkte              | Bild |
| ------------------------------- | ------------ | ---------------------------------------------------------------------------------- | ----------------------- | ----------------------------------- | ---- |
| Georges Nachtergael (1934–2009) | Belgier      | Université libre de Bruxelles                                                      |                         | Papyri bruxellenses graecae         |      |
| Jules Nicole (1842–1921)        | Schweizer    | Universität Genf                                                                   |                         | Genfer Scholien zur Ilias, Menander |      |
| Johannes Nollé (* 1953)         | Deutscher    | Universität München Kommission für Alte Geschichte und Epigraphik Universität Köln | Alte Geschichte         |                                     |      |
| Medea Norsa (1877–1952)         | Italienerin  | Scuola Normale Superiore di Pisa Universität Florenz                               | Klassische Philologie   |                                     |      |

### O
| Wissenschaftler                       | Nationalität  | Wirkungsort                                                                        | Weitere Qualifikationen | Forschungsschwerpunkte | Bild |
| ------------------------------------- | ------------- | ---------------------------------------------------------------------------------- | ----------------------- | ---------------------- | ---- |
| Dirk Obbink (* 1957)                  | US-Amerikaner | University of Michigan University of Oxford Columbia University                    | Gräzistik               |                        |      |
| José O’Callaghan Martínez (1922–2001) | Spanier       | Pontificio Istituto Biblico, Rom S. Cugat del Vallès, Barcelona                    |                         |                        |      |
| Friedrich Oertel (1884–1975)          | Deutscher     | Universität Köln Universität Graz                                                  | Alte Geschichte         |                        |      |
| Alessandro Olivieri (1872–1950)       | Italiener     | Universität Neapel Federico II Universität Catania                                 | Gräzistik               | Philodem               |      |
| Walter Otto (1878–1941)               | Deutscher     | Universität München Universität Breslau Universität Marburg Universität Greifswald | Alte Geschichte         |                        |      |

### P
| Wissenschaftler                                           | Nationalität | Wirkungsort | Weitere Qualifikationen               | Forschungsschwerpunkte                         | Bild |
| --------------------------------------------------------- | ------------ | --- | ------------------------------------- | ---------------------------------------------- | ---- |
| Denys Lionel Page (1908–1978)                             | Brite        | Jesus College, Cambridge Trinity College, Cambridge University of Cambridge Christ Church, University of Oxford | Gräzistik                             |                                                |      |
| Bernhard Palme (* 1961)                                   | Österreicher | Universität Wien                                                                                                | Alte Geschichte                       |                                                |      |
| Amphilochios Papathomas (*) Αμφιλόχιος Παπαθωμάς          | Grieche      | Universität Athen                                                                                               |                                       |                                                |      |
| Peter J. Parsons (1936–2022)                              | Brite        | University of Oxford Christ Church, University of Oxford                                                        | Gräzistik                             |                                                |      |
| George A. Petropoulos (1897–1964) Γεώργιος Α. Πετρόπουλος | Grieche      | Universität Athen                                                                                               | Rechtswissenschaft                    |                                                |      |
| Amadeo Peyron (1785–1870)                                 | Italiener    | Universität Turin                                                                                               | Koptologie                            | Palimpsestforschungen (Empedokles, Parmenides) |      |
| Stefan Pfeiffer (* 1974)                                  | Deutscher    | Universität Halle Technische Universität Chemnitz                                                               | Alte Geschichte                       |                                                |      |
| Ermenegildo Pistelli (1862–1927)                          | Italiener    | Universität Florenz                                                                                             | Klassische Philologie                 | P. Settimi, P. Tosti, P. Marchese              |      |
| Gerhard Plaumann                                          | Deutscher    | Papyrussammlung Berlin                                                                                          | Alte Geschichte                       |                                                |      |
| Günter Poethke (1939–2020)                                | Deutscher    | Humboldt-Universität zu Berlin Papyrussammlung Berlin                                                           | Alte Geschichte Klassische Philologie |                                                |      |
| Claire Préaux (1904–1979)                                 | Belgierin    | Université libre de Bruxelles                                                                                   | Alte Geschichte Klassische Philologie | Graeco-romanische Wirtschaft                   |      |
| Karl Preisendanz (1883–1968)                              | Deutscher    | Universitätsbibliothek Heidelberg                                                                               | Klassische Philologie                 |                                                |      |
| Friedrich Preisigke (1856–1924)                           | Deutscher    | Universität Heidelberg Universität Straßburg                                                                    |                                       |                                                |      |
| Anton von Premerstein (1869–1935)                         | Österreicher | Universität Marburg Universität Prag                                                                            | Alte Geschichte                       |                                                |      |
| Fritz Pringsheim (1882–1967)                              | Deutscher    | Universität Göttingen Universität Freiburg University of Oxford                                                 | Rechtswissenschaft                    | römische und griechische Rechtsgeschichte      |      |

### R
| Wissenschaftler                     | Nationalität | Wirkungsort | Weitere Qualifikationen                | Forschungsschwerpunkte                    | Bild |
| ----------------------------------- | ------------ | --- | -------------------------------------- | ----------------------------------------- | ---- |
| John R. Rea (*)                     | Brite        | University of Oxford                                                                                                   |                                        | Edition der Oxyrhynchus Papyri, Euripides |      |
| Théodore Reinach (1860–1928)        | Franzose     | Collège de France | Alte Geschichte Klassische Archäologie |                                           |      |
| Fabian Reiter (* 1970)              | Deutscher    | Ägyptisches Museum und Papyrussammlung Berlin                                                                          |                                        |                                           |      |
| Colin Henderson Roberts (1909–1990) | Brite        | St John’s College, University of Oxford                                                                                | Klassische Philologie                  | Bibelpapyri, dokumentarische Papyri       |      |
| Cornelia Eva Römer (* 1953)         | Deutsche     | Universität Wien Papyrussammlung und Papyrusmuseum Wien University College London Papyrussammlung der Universität Köln | Klassische Philologie                  |                                           |      |
| Hans-Albert Rupprecht (* 1938)      | Deutscher    | Universität Marburg |                                        |                                           |      |

### S
| Wissenschaftler                                | Nationalität  | Wirkungsort                                                                         | Weitere Qualifikationen               | Forschungsschwerpunkte                         | Bild |
| ---------------------------------------------- | ------------- | ----------------------------------------------------------------------------------- | ------------------------------------- | ---------------------------------------------- | ---- |
| Patrick Sänger (* 1979)                        | Österreicher  | Universität Münster                                                                 | Alte Geschichte Epigraphik            |                                                |      |
| Panagiota Sarischouli (*) Παναγιώτα Σαρισχούλη | Griechin      | Demokrit-Universität Thrakien                                                       |                                       |                                                |      |
| Wolfgang Schmid (1913–1980)                    | Deutscher     | Universität Bonn Universität Köln                                                   | Klassische Philologie                 |                                                |      |
| Michael Schnebel (1867–1938)                   | Deutscher     | Universität München                                                                 |                                       | Landwirtschaft im griechisch-römischen Ägypten |      |
| Reinhold Scholl (* 1952)                       | Deutscher     | Papyrus- und Ostrakasammlung der Universitätsbibliothek Leipzig Universität Leipzig | Alte Geschichte                       |                                                |      |
| Ernst Schönbauer (1885–1966)                   | Österreicher  | Universität Wien                                                                    | Rechtswissenschaft                    |                                                |      |
| Niels Iversen Schow (1754–1830)                | Däne          | Universität Kopenhagen                                                              |                                       |                                                |      |
| Wilhelm Schubart (1873–1960)                   | Deutscher     | Universität Leipzig Universität Berlin Königliche Museen zu Berlin                  | Alte Geschichte Klassische Philologie |                                                |      |
| Paul Schubert (* 1963)                         | Schweizer     | Universität Genf Universität Neuchâtel                                              | Klassische Philologie                 |                                                |      |
| Richard Seider (1913–1988)                     | Deutscher     | Universität Heidelberg, Institut für Papyrologie                                    |                                       |                                                |      |
| Erwin Seidl (1905–1987)                        | Deutscher     | Universität Köln Universität Erlangen Universität Greifswald                        | Rechtswissenschaft                    |                                                |      |
| John C. Shelton (1943–1992)                    | US-Amerikaner | Universität Trier Universität Kiel University of Georgia                            | Klassische Philologie                 | Dokumentarische Papyri                         |      |
| Martin Sicherl (1914–2009)                     | Deutscher     | Universität Münster                                                                 | Klassische Philologie                 |                                                |      |
| Pieter Johannes Sijpesteijn (1934–1996)        | Niederländer  | Universiteit van Amsterdam                                                          | Alte Geschichte                       |                                                |      |
| Theodore Cressy Skeats (1907–2003)             | Brite         | British Museum                                                                      |                                       |                                                |      |
| Franciszek Smolka (1883–1947)                  | Pole          | Universität Lwow                                                                    |                                       |                                                |      |
| Karl Strobel (* 1954)                          | Deutscher     | Universität Klagenfurt Universität Trier                                            | Alte Geschichte                       | antike Wirtschaftsgeschichte                   |      |
| Siegfried Sudhaus (1863–1914)                  | Deutscher     | Universität Kiel                                                                    | Klassische Philologie                 | Menander, Philodemos von Gadara                |      |

### T
| Wissenschaftler                                                   | Nationalität | Wirkungsort | Weitere Qualifikationen                                        | Forschungsschwerpunkte                                                                                    | Bild |
| ----------------------------------------------------------------- | ------------ | --- | -------------------------------------------------------------- | --- | ---- |
| Rafael Taubenschlag (1881–1958)                                   | Pole         | Universität Krakau Universität Aix-en-Provence Universität New York Universität Warschau                                               |                                                                | Rechtsgeschichte                                                                                          |      |
| Avigdor Tcherikover (1894–1958) אביגדור צ'ריקובר                  | Israeli      | Hebräische Universität Jerusalem | Alte Geschichte Klassische Philologie                          | Corpus Papyrorum Judaicarum                                                                               |      |
| Carsten Peter Thiede (1952–2004)                                  | Deutscher    | verschieden, zuletzt Paderborn | Lektor der anglikanischen Kirche Alte Geschichte Komparatistik | Datierung des Papyrus 64 auf die 60er Jahre n. Chr., Rezeption des Markusevangeliums in den Qumran-Papyri |      |
| Helmut Thierfelder (1921–1982)                                    | Deutscher    | Universität Münster Universität Leipzig                                                                                                | Alte Geschichte                                                | |      |
| Gerhard Thür (* 1941)                                             | Österreicher | Institute for Advanced Study, Princeton Universität Graz Universität München                                                           | Rechtswissenschaft                                             | |      |
| Kurt Treu (1928–1991)                                             | Deutscher    | Zentralinstitut für Alte Geschichte und Archäologie Akademie der Wissenschaften der DDR, Kommission für spätantike Religionsgeschichte | Klassische Philologie                                          | Herausgabe des Archivs für Papyrusforschung, Griechische literarische Papyri christlichen Inhalts         |      |
| Ioannis Triantafyllopoulos (1921–2006) Ιωάννης Τριανταφυλλόπουλος | Grieche      | Universität Athen |                                                                | |      |
| Eric Gardner Turner (1911–1983)                                   | Brite        | University College London | Klassische Philologie                                          | Hibeh Papyri, Oxyrhynchus Papyri, Menander, Codex                                                         |      |

### U
| Wissenschaftler         | Nationalität | Wirkungsort      | Weitere Qualifikationen | Forschungsschwerpunkte | Bild |
| ----------------------- | ------------ | ---------------- | ----------------------- | ---------------------- | ---- |
| Fritz Uebel (1919–1975) | Deutscher    | Universität Jena |                         |                        |      |

### V
| Wissenschaftler              | Nationalität | Wirkungsort                                                                           | Weitere Qualifikationen | Forschungsschwerpunkte                  | Bild |
| ---------------------------- | ------------ | ------------------------------------------------------------------------------------- | ----------------------- | --------------------------------------- | ---- |
| Josef Vančura (1870–1930)    | Tscheche     | Universität Prag                                                                      | Rechtswissenschaft      |                                         |      |
| Paul Viereck (1865–1944)     | Deutscher    | Gymnasien in Berlin                                                                   | Klassische Philologie   |                                         |      |
| Girolamo Vitelli (1849–1935) | Italiener    | Universität Florenz                                                                   | Klassische Philologie   | Begründer der italienischen Papyrologie |      |
| Achille Vogliano (1881–1953) | Italiener    | Freie Universität Berlin Universität Mailand Universität Bologna Universität Cagliari | Gräzistik               | Kallimachos, Dihegeseis                 |      |

### W
| Wissenschaftler                     | Nationalität  | Wirkungsort | Weitere Qualifikationen | Forschungsschwerpunkte | Bild |
| ----------------------------------- | ------------- | --- | ----------------------- | ---------------------- | ---- |
| Leopold Wenger (1874–1953)          | Österreicher  | Universität Wien | Rechtswissenschaft      |                        |      |
| Karl Wessely (1860–1931)            | Österreicher  | Universität Wien Papyrussammlung und Papyrusmuseum Wien                                                             | Klassische Philologie   |                        |      |
| William Linn Westermann (1873–1954) | US-Amerikaner | Columbia University Cornell University University of Missouri                                                       | Alte Geschichte         |                        |      |
| Ulrich Wilcken (1862–1944)          | Deutscher     | Universität München Universität Bonn Universität Leipzig Universität Halle Universität Würzburg Universität Breslau | Alte Geschichte         |                        |      |
| Ewa Maria Wipszycka-Bravo (* 1933)  | Polin         | Universität Warschau                                                                                                |                         |                        |      |
| Hans Julius Wolff (1902–1983)       | Deutscher     | Universität Freiburg Universität Mainz University of Oklahoma Universidad de Panamá Thesaurus Linguae Latinae       | Rechtswissenschaft      |                        |      |
| Klaas Anthony Worp (* 1943)         | Niederländer  | Universität Leiden Universität Amsterdam                                                                            |                         |                        |      |

### Y
| Wissenschaftler               | Nationalität    | Wirkungsort            | Weitere Qualifikationen | Forschungsschwerpunkte | Bild |
| ----------------------------- | --------------- | ---------------------- | ----------------------- | ---------------------- | ---- |
| Herbert C. Youtie (1904–1980) | US-Amerikaner   | University of Michigan |                         |                        |      |
| Louise C. Youtie (1909–2004)  | US-Amerikanerin | Ann Arbor              |                         |                        |      |

### Z
| Wissenschaftler                | Nationalität | Wirkungsort | Weitere Qualifikationen | Forschungsschwerpunkte                                    | Bild     |
| ------------------------------ | ------------ | --- | ----------------------- | --------------------------------------------------------- | -------- |
| Grigol Zereteli (1870–1938)    | Georgier     | Staatliche Universität Tiflis Friedrich-Wilhelms-Universität Berlin Universität Sankt Petersburg Universität Dorpat | Klassische Philologie   |                                                           | Zereteli |
| Friedrich Zucker (1881–1972)   | Deutscher    | Universität Jena Universität Tübingen Universität Münster                                                           | Klassische Philologie   |                                                           |          |
| Constantine Zuckerman (* 1957) | Franzose     | École pratique des hautes études Collège de France                                                                  |                         |                                                           |          |
| Günther Zuntz (1902–1992)      | Deutscher    | Universität Manchester Universität Kopenhagen                                                                       | Klassische Philologie   | liturgische Papyrustexte der griechisch-orthodoxen Kirche |          |

## Ägyptische Papyrologie
Die Ägyptische Papyrologie umfasst die vier Schriftstufen der Hieroglyphen, der hieratischen, der demotischen und der koptischen Schrift. Dementsprechend wird zuweilen auch von demotischer und koptischer Papyrologie gesprochen. Da griechische Papyri die Quellenlage zum antiken Ägypten ergänzen, beschäftigen sich ägyptische Papyrologen häufig auch mit griechischen Papyri aus Ägypten.
| Wissenschaftler                             | Nationalität  | Wirkungsort                                                  | Weitere Qualifikationen                                                                                   | Forschungsschwerpunkte | Bild |
| ------------------------------------------- | ------------- | ------------------------------------------------------------ | --- | --- | ---- |
| Sarah Clackson (1965–2003)                  | Britin        | Christ’s College, Cambridge                                  | | Edition von griechischen und koptischen Papyri zum Kloster Apa Apollo in Bawit                                                      |      |
| Walter Ewing Crum (1865–1944)               | Brite         | Privatgelehrter                                              | | koptische Papyri |      |
| Campbell Cowan Edgar (1870–1938)            | Brite         | Oriel College                                                | | Zenon-Papyri des Ägyptischen Museums in Kairo                                                                                       |      |
| William Matthew Flinders Petrie (1853–1942) | Brite         | University College London                                    | | Entdeckung des Medizin-Papyrus Kahun VI.1 und des Veterinär-Papyrus Kahun LV.2, hieroglyphische Papyri aus Tanis                    |      |
| Harald Froschauer (* 1976)                  | Österreicher  | Papyrussammlung und Papyrusmuseum Wien                       | | Frauenleben und Frauenrecht, Ärzte und Heilkunst, Zeichnungen und Malereien in Papyri                                               |      |
| Alan Gardiner (1879–1963)                   | Brite         | Preußische Akademie der Wissenschaften                       | | Wörterbuch der ägyptischen Sprache, ägyptische Grammatik, Gardiner-Liste der Hieroglyphen, Entdeckung der Protosinaitischen Schrift |      |
| Anthony Charles Harris (1790–1869)          | Brite         | Alexandria                                                   | Autodidakt Sammlung ägyptischer Antiquitäten und Papyri                                                   | Papyri Harris |      |
| Chauncey Depew Leake (1896–1978)            | US-Amerikaner | University of Texas University of California, San Francisco  | Philosophie Pharmakologie                                                                                 | Ägyptische Medizin |      |
| Erich Lüddeckens (1913–2004)                | Deutscher     | Universität Würzburg                                         | | Ägyptische Eheverträge |      |
| Giacomo Lumbroso (1844–1925)                | Italiener     | Universität La Sapienza Universität Pisa Universität Palermo | | Politische Ökonomie unter den Lagiden                                                                                               |      |
| Jean Maspero (1885–1915)                    | Franzose      | Institut français d’archéologie orientale                    | | Koptische Ostraka aus Bawit |      |
| Dominic Montserrat (1964–2004)              | Brite         | Open University Universität Warwick                          | | Sexualität und ihre kulturellen Erscheinungsformen im alten Ägypten                                                                 |      |
| Georges Nachtergael (1934–2009)             | Belgier       | Université libre de Bruxelles                                | | Collection Marcel Hombert |      |
| Jürgen Osing (*)                            | Deutscher     | Freie Universität Berlin                                     | | |      |
| Pieter Willem Pestman (1933–2010)           | Niederländer  | Universität Leiden                                           | Rechtswissenschaft                                                                                        | altägyptisches Recht, Eheverträge, demotische Papyri                                                                                |      |
| Amedeo Peyron (1785–1870)                   | Italiener     | Universität Turin                                            | | Papyri aus den Turiner und Wiener Sammlungen                                                                                        |      |
| Théodore Reinach (1860–1928)                | Franzose      | Collège de France                                            | Alte Geschichte Klassische Archäologie                                                                    | Demotische Papyri |      |
| Caspar Reuvens (1793–1835)                  | Niederländer  | Universität Leiden Universität Harderwijk                    | einer der Begründer der ägyptischen Papyrologie Begründer der Klassischen Archäologie in den Niederlanden | Edition von Leidener Papyri |      |

## Hebräische und aramäische Papyrologie
| Wissenschaftler            | Nationalität | Wirkungsort                                                             | Weitere Qualifikationen     | Forschungsschwerpunkte | Bild |
| -------------------------- | ------------ | ----------------------------------------------------------------------- | --------------------------- | ---------------------- | ---- |
| Otto Rubensohn (1867–1964) | Deutscher    | Roemer- und Pelizaeus-Museum Hildesheim Gymnasien in Berlin und Potsdam | Klassische Archäologie      | Elephantine-Papyri     |      |
| Emanuel Tov (* 1941)       | Israeli      | Hebräische Universität Jerusalem                                        | Bibelwissenschaft           | Qumran-Papyri          |      |
| Arthur Ungnad (1879–1945)  | Deutscher    | Universität Greifswald Universität Jena                                 | Altorientalistik Semitistik | Elephantine-Papyri     |      |

## Arabische Papyrologie
| Wissenschaftler                  | Nationalität    | Wirkungsort                                                                                         | Weitere Qualifikationen                 | Forschungsschwerpunkte | Bild          |
| -------------------------------- | --------------- | --------------------------------------------------------------------------------------------------- | --------------------------------------- | --- | ------------- |
| Nabia Abbott (1897–1981)         | US-Amerikanerin | Universität Chicago                                                                                 | Orientalistik Islamwissenschaft         | Entstehung der arabischen Schrift, Entstehung der nordarabischen Schrift, frühislamische Papyri aus Ägypten, Kurrah-Papyri aus Aphrodito, arabische Paläographie, Studies in Arabic literary papyri |               |
| Ludwig Abel (1863–1900)          | Deutscher       | Friedrich-Wilhelms-Universität Berlin Universität Erlangen                                          | Semitistik                              | |               |
| Carl Heinrich Becker (1876–1933) | Deutscher       | Universität Berlin Universität Bonn Hamburgisches Kolonialinstitut                                  | Orientalistik                           | | Becker        |
| Jean David-Weill (1898–1972)     | Franzose        | Musée du Louvre École du Louvre Institut français d’archéologie orientale                           | Muslimische Kunstgeschichte Archäologie | Papyrus arabes du Louvre, Papyrus arabes d’Edfou |               |
| Werner Diem (* 1944)             | Deutscher       | Universität Köln                                                                                    | Semitistik Islamwissenschaft            | Arabische Briefe auf Papyrus und Papier aus der Heidelberger Papyrus-Sammlung, Corpus papyrorum Raineri Archeducis Austriae                                                                         |               |
| Albert Dietrich (1912–2015)      | Deutscher       | Universität Göttingen                                                                               | Arabistik                               | Arabische Papyri aus der Hamburger Staats- und Universitäts-Bibliothek, Arabische Briefe aus der Papyrussammlung der Hamburger Staats- und Universitäts-Bibliothek                                  |               |
| Adolf Grohmann (1887–1977)       | Österreicher    | Universität Kairo Deutsche Universität Prag Papyrussammlung und Papyrusmuseum Wien Universität Wien | Ägyptologie Semitistik Arabistik        | Arabische Papyrologie, Arabic Papyri in the Egyptian Library, Papyrologische Studien. Zum privaten und gesellschaftlichen Leben in den ersten islamischen Jahrhunderten                             |               |
| Andreas Kaplony (* 1960)         | Schweizer       | Ludwig-Maximilians-Universität München                                                              | Islamwissenschaft Arabistik             | Arabische Papyrologie, Papyri of the Early Arab Period, Arabic Papyrology Database |               |
| Joseph von Karabacek (1845–1918) | Österreicher    | Universität Wien                                                                                    | Orientalistik                           | Papyri Erzherzog Rainer | von Karabacek |
| Geoffrey Khan (* 1958)           | Brite           | Universität Cambridge                                                                               | Hebraistik Semitistik                   | Arabische Papyri aus dem frühislamischen Ägypten |               |
| Helene Loebenstein (1918–2010)   | Österreicherin  | Papyrussammlung und Papyrusmuseum Wien Österreichische Nationalbibliothek                           | Arabistik                               | Die Papyrussammlung der Österreichischen Nationalbibliothek. Katalog der ständigen Ausstellung |               |
| Yūsuf Raghib (*)                 | Franzose        | Institut de recherche et d’histoire des textes, CNRS                                                | Arabistik                               | Edition frühislamischer Papyri |               |

## Legende
Wissenschaftler: Diese Spalte erfasst den Namen, die Lebensdaten und gegebenenfalls die griechische Namensform.
Nationalität: Diese Spalte erfasst die Nationalität, soweit angesichts von Datenschutz und Persönlichkeitsrechten eruierbar. Insbesondere im Fall von Auslandsgriechen kann auch doppelte Staatsbürgerschaft gegeben sein, ohne dass dies in der Öffentlichkeit bekannt sein muss.
Wirkungsort: Diese Spalte erfasst für Akademiker in der Regel ausschließlich die Universitäten, an denen sie im Range eines Professors gelehrt haben, gegebenenfalls in biographischer Reihenfolge. Für Angestellte von Forschungsinstitutionen wird die Institution angegeben, für alle anderen (Honorarprofessoren, akademischer Mittelbau, Lehrbeauftragte, Lehrer und so weiter) die Stadt, in welcher sie tätig sind oder waren.
Weitere Qualifikationen: Diese Spalte erfasst weitere akademische Qualifikationen der aufgeführten Forscher.
Forschungsschwerpunkte: Diese Spalte erfasst in Stichworten die wesentlichen Arbeitsgebiete und Forschungsleistungen der aufgeführten Forscher.
Bild: Diese Spalte zeigt Abbildungen der genannten Forscher in Gestalt von Photographien, Gemälden, Holzschnitten und dergleichen.